# Tonight I'll Be Staying Here with You
«Tonight I'll Be Staying Here with You» es una canción del músico estadounidense Bob Dylan, publicada en el álbum de estudio Nashville Skyline. La canción fue también publicada como tercer y último sencillo de Nashville Skyline, con «Country Pie» como cara B. El sencillo alcanzó el puesto cincuenta en la lista estadounidense Billboard Hot 100 y alcanzó el top 20 en otros países. Entre los músicos que versionaron la canción se incluyen Eddie Adcock, Jeff Beck, Johnny Cash, My Morning Jacket, Cher, Ben E. King, Albert Lee, Limbeck, Ricky Nelson, Orange Bicycle, Ann Peebles, Esther Phillips, Sugarland, The Black Crowes y Zora Young.

## Historia
Dylan llegó a las sesiones de Nashville Skyline con unas pocas canciones escritas, entre ellas «I Threw It All Away» y «Lay Lady Lay». Después de haber grabado varias canciones entre el 13 y el 14 de febrero de 1969, necesitaba más canciones para rellenar el álbum. «Tonight I'll Be Staying Here with You» fue escrita en el curso de dos días en el Ramada Inn donde Dylan se hospedaba, y grabó once tomas el 17 de febrero. La canción es reminiscente de «Down Along the Cove» y «I'll Be Your Baby Tonight», las dos últimas canciones de John Wesley Harding, su anterior álbum.
La letra de «Tonight I'll Be Staying Here with You» también marca un cambio con respecto a las primeras canciones de amor de Dylan, que expresan su inquietud por la búsqueda del amor perfecto. En contraste, «Tonight I'll Be Staying Here with You» expresa la devoción de Dylan por su mujer y la voluntad de quedarse con ella.
A pesar de que el verso que da título a la canción y que se repite al final de cada estrofa solo expresa su voluntad de mantenerse con ella «esta noche», la canción implica que el cantante está dispuesto a permanecer constantemente y a convertirse en un hombre de familia. La imaginería de la canción incluye también referencias a los trenes, pero a diferencia de canciones anteriores que utilizan imágenes similares, en «Tonight I'll Be Staying Here with You» aunque el cantante «puede escuchar el soplido del silbato», quiere «tirar su billete por la ventana» y dejar que «un niño pobre de la calle» ocupe su asiento para así estar con su amante. El acompañamiento musical incluye piano, pedal steel guitar y bajo.

## Versiones en directo
Dylan no tocó «Tonight I'll Be Staying Here with You» en directo hasta la gira Rolling Thunder Revue en 1975 y 1976, y no fue nuevamente interpretada en vivo hasta el comienzo de la gira Never Ending Tour en 1990. La primera presentación en directo tuvo lugar en Massachusetts el 22 de noviembre de 1975. Además, la canción ha aparecido en varios álbumes recopilatorios como Bob Dylan's Greatest Hits Vol. II. Una versión en directo de la gira Rolling Thunder Revue fue incluida en The Bootleg Series Vol. 5: Bob Dylan Live 1975, The Rolling Thunder Revue.

## Personal
- Bob Dylan: voz y guitarra
- Norman Blake: guitarra
- Kenneth Buttrey: batería
- Charlie Daniels: guitarra
- Peter Drake: pedal steel guitar
- Charlie McCoy: bajo
- Hargus «Pig» Robinson: piano
- Bob Wilson: piano

## Posición en listas
| País           | Lista             | Posición |
| -------------- | ----------------- | -------- |
| Estados Unidos | Billboard Hot 100 | 50       |